# Jacob IV de Djoulfa
Jacob, Hakob ou Yacob IV de Djoulfa ou Ĵułayec‘i (en arménien Հակոբ Դ Ջուղայեցի ; né en 1598, mort le 1er août 1680) est Catholicos de l'Église apostolique arménienne de 1655 à 1680.

## Biographie
Jacob naît à Djoulfa vers 1598. Il succède le 8 avril 1655 au Catholicos Philippos Ier d'Aghbak (1633-1655). Pendant son long catholicossat de 25 ans, il doit faire face à de nombreuses difficultés et entretient des relations contrastées vis-à-vis de l’Église catholique.
À Constantinople, des missionnaires venus de Rome, sous la conduite du père théatin Clément Galano, réussissent à gagner à leur cause un groupe d'Arméniens. Le patriarche Thomas II d'Alep (1657-1659) adhère à ce mouvement et il est déposé, emprisonné et empoisonné par la population arménienne fidèle à son église traditionnelle.
Par ailleurs l’ambitieux  évêque Éléazar Ier d'Aïntab, qui avait déjà occupé successivement le patriarcat de Constantinople (1651-1652) puis à trois reprises celui de Jérusalem (1666-1667,1667-1668 et 1670-1672), réussit à se faire  proclamer « patriarche suprême » des Arméniens de l’Empire ottoman (1663-1682), en opposition avec le siège d’Etchmiadzin. Jacob IV doit se rendre lui-même  à Constantinople pour apaiser les esprits dans ces deux affaires (1664-1667).
En 1662, un concile national réuni à Etchmiadzin décide d’envoyer en Europe un personnage éminent afin de créer un établissement typographique et d’y éditer des ouvrages en arménien. En exécution de cette décision, le vardapet Oscan d’Erevan, archevêque de Yushavan, se rend à Rome où il réside 15 mois, puis en 1664, à Amsterdam où il fait fondre des caractères arméniens et où il publie une « Bible in-quarto » en 1666 et un « Nouveau Testament » en 1668. Il décide ensuite de se rendre en France et reçoit de Louis XIV le 11 août 1669 l’autorisation de s’établir à Lyon ou à Marseille. Il opte pour cette seconde ville et, en 1672, il y transfère son matériel d’Amsterdam. L’imprimerie arménienne de Marseille fonctionne jusqu’en 1683.
À cette même époque, une recrudescence des troubles liés aux efforts de l'évêque arménien local Nikol Thorosovitch pour obtenir, avec l’aide des Jésuites, le ralliement au catholicisme romain des Arméniens de Galicie en Pologne, rend indispensable en 1679 un nouveau voyage du Catholicos à Constantinople. Les Arméniens de Galicie ne rejoignent finalement l’Église catholique que dix ans plus tard en 1689 sous Vardan Hovnanian, le successeur de l’évêque Nikol.
En 1678, un nouveau concile secret se réunit à Etchmiadzin à l’initiative du Catholicos Jakob IV. Il réunit douze participants, dont six laïcs. Il est donc décidé, afin de sauver le siège d’Etchmiadzin et les  mélikats du Karabagh qui demeurent encore  autonomes, d’envoyer une délégation réclamer des secours en Europe occidentale. Malgré son âge, le Catholicos Jacob IV en prend la tête et est accompagné entre autres d’Israël Ori, le fils cadet d'Israël, mélik de Zangézour en Siounie.
Le vieux Catholicos doit à son tour se déclarer favorable à l’union avec l’Église catholique dans l'église de la Mère-de-Dieu à Constantinople, devant Gaspard Gasparini, l’évêque latin de Cerigo, et le père François Gali de la Compagnie de Jésus. Cependant, lorsque la délégation envisage de quitter Constantinople pour Rome, Jacob IV, âgé de 82 ans, tombe malade et meurt  le 1er août 1680. Il est inhumé dans le cimetière de Péra. Découragés, les membres de l’ambassade retournent chez eux sauf Israël Ori, âgé de 19 ans, qui poursuit son voyage vers l’Europe.
Après la disparition de Jacob IV, le siège reste vacant pendant deux ans avant qu'Éléazar Ier d'Aïntab ne réussisse à se faire élire comme Catholicos légitime (1682-1691).